# Teufelsfische
Die Teufelsfische (Choridactylinae) sind eine Unterfamilie der Synanceiidae aus der Unterordnung der Drachenkopfverwandten (Scorpaenoidei).

## Merkmale
Teufelsfische werden 12 bis 29 Zentimeter lang und sind zierlicher gebaut und meist kleiner als die eigentlichen Steinfische der Unterfamilie Synanceiinae. Ihr Körper ist von fransigen Auswüchsen bedeckt. Die giftigen Strahlen der Rückenflosse sind höher als bei den eigentlichen Steinfischen. Die Weichstrahlen der Flossen sind geteilt. Die freistehenden unteren Flossenstrahlen der Bauchflossen werden zur langsamen Fortbewegung über den Meeresboden benutzt. In Gefahrensituationen werden die Schwanzflosse und die Brustflossen gespreizt und die mit auffälligen Warnfarben versehenen Innenseite der Brustflossen gezeigt (Aposematismus). Die Fische enthalten, wie viele Steinfische, ein Gift, jedoch wurden keine lebensbedrohlichen Unfälle aus Pakistan bekannt. Der Inimicus didactylus vom Gebiet der Andamanen gilt jedoch als gefährlicher Giftfisch. Das Toxin einiger Arten wie das des Chinesischen Teufelsfisches hat das Interesse der medizinischen Forschung erregt.

## Verbreitung
Teufelsfische leben im Roten Meer, im tropischen Indischen Ozean und im westlichen Pazifik auf Sand- und Geröllböden, bis in Tiefen von 90 Metern. An den Küsten Indiens kommen 4 Arten aus der Gattung Inimicus vor.

## Verhalten
Oft vergraben sie sich bis zu ihren erhöht auf Knochenwülsten stehenden Augen ein. Wechseln sie ihren Standort, bewegen sie sich sehr langsam, um von Fressfeinden nicht erkannt zu werden. Sie ernähren sich carnivor von Krebstieren, Fischen und Kopffüßern.

## Wirtschaftliche Bedeutung
Obgleich sie Gift enthalten, zählen einige Teufelsfische, insbesondere der Gattung Inimicus zu hoch geschätzten Edelfischen, beispielsweise der japanischen Küche.
- Flossenformel: Dorsale XII–XVIII/5–10, Anale II/8–13, Ventrale I/5

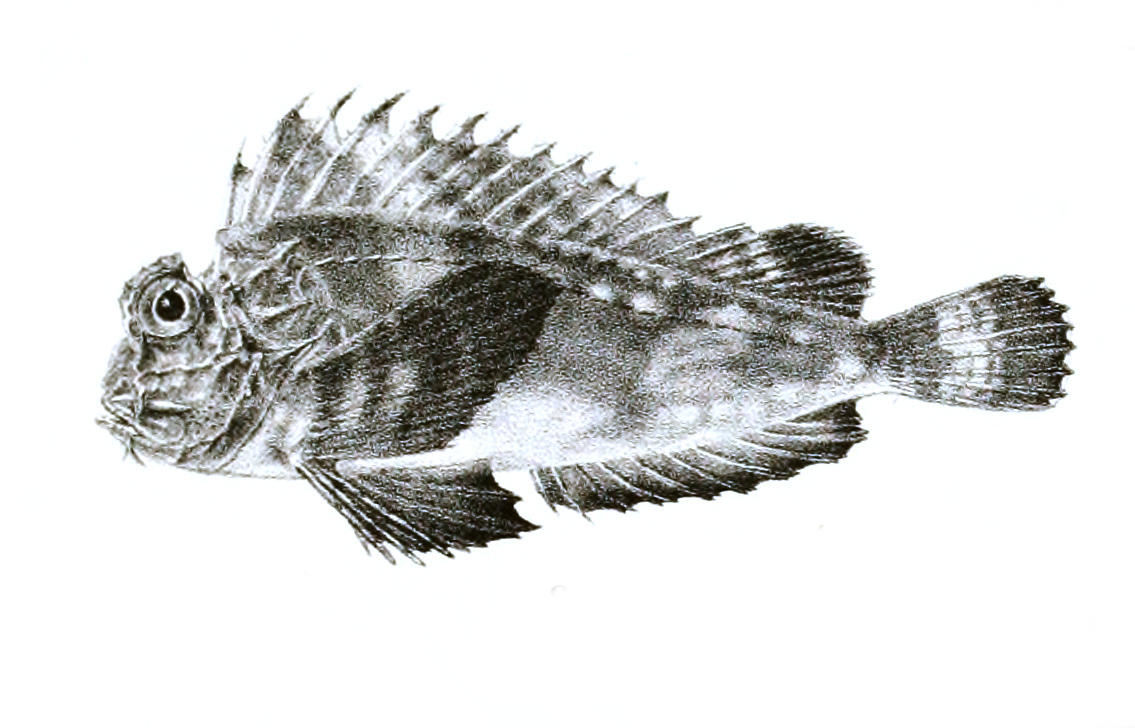
Choridactylus multibarbis

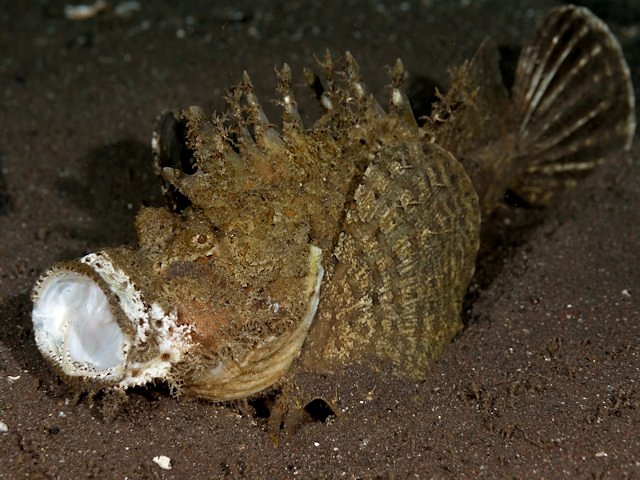
Inimicus japonicus

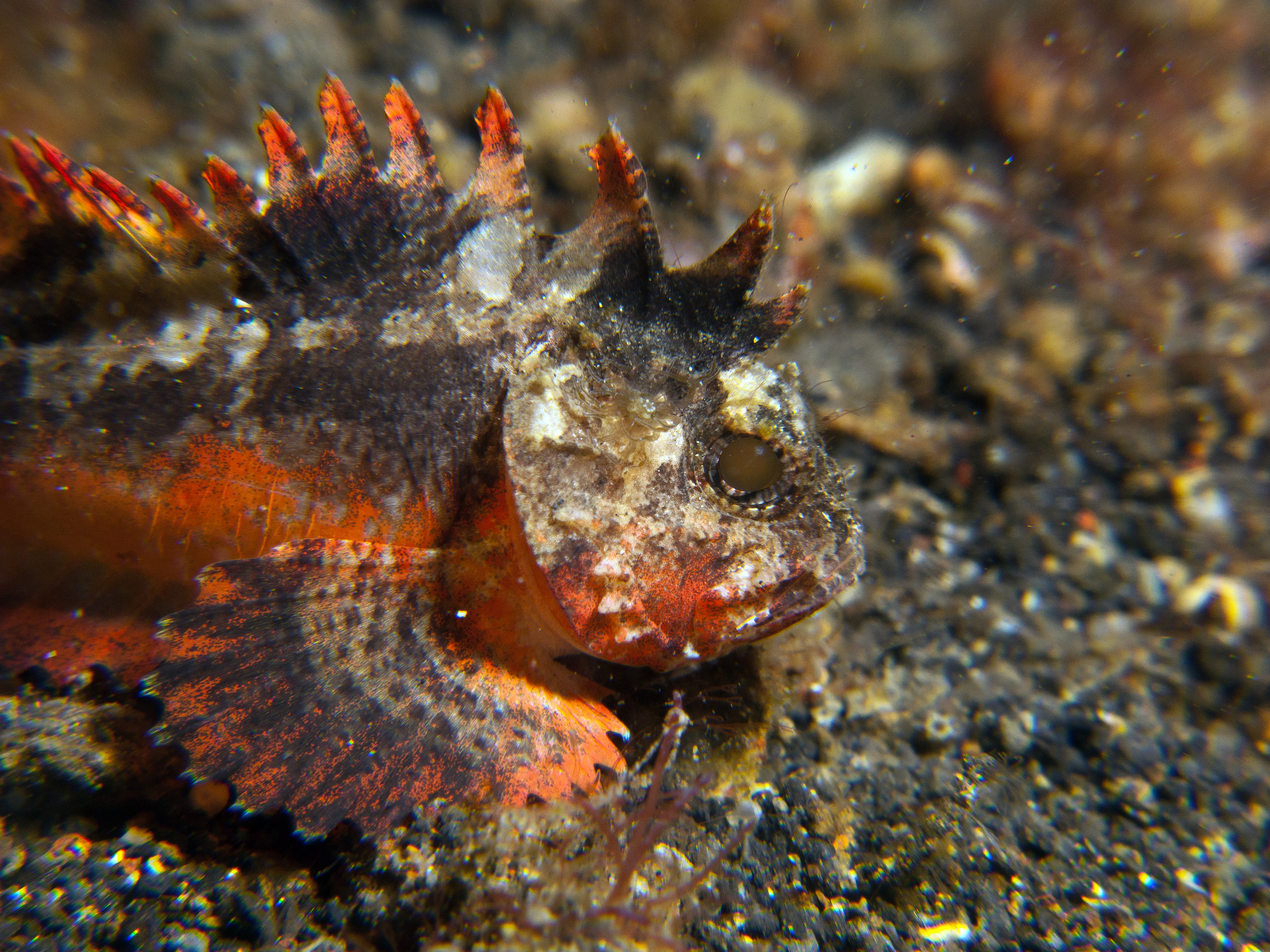
Minous pictus

## Gattungen und Arten
24 Arten in drei Gattungen werden der Unterfamilie der Teufelsfische zugeschrieben.
- Gattung Choridactylus Richardson, 1848. Die zwei unteren Flossenstrahlen der Brustflossen sind vom Rest getrennt.
  - Choridactylus multibarbus  Richardson, 1848 
  - Choridactylus natalensis  (Gilchrist, 1902) 
  - Choridactylus striatus  Mandrytsa, 1993
- Gattung Inimicus Jordan & Starks, 1904. Die zwei unteren Flossenstrahlen der Brustflossen sind vom Rest getrennt.[5] Charakteristisch sind hochgiftige Flossenstrahlen in Rücken-, Bauch- und Afterflossen. Dieser Gattung werden 9 Arten zugeordnet.[2]
  - Inimicus brachyrhynchus (Bleeker, 1874)
  - Kaledonischer Teufelsfisch (Inimicus caledonicus) (Sauvage, 1878)
  - Inimicus cuvieri (Gray, 1835)
  - Inimicus didactylus (Pallas, 1769)
  - Filament-Teufelsfisch (Inimicus filamentosus) (Cuvier in Cuvier & Valenciennes, 1829)
  - Inimicus gruzovi Mandrytsa, 1991
  - Inimicus japonicus (Cuvier in Cuvier & Valenciennes, 1829)
  - Chinesischer Teufelsfisch (Inimicus sinensis) (Valenciennes in Cuvier & Valenciennes, 1833)
  - Inimicus smirnovi Mandrytsa, 1990
- Gattung Stechfische (Minous)
  - 12 Arten